# Klokan hbitý
Klokan hbitý (Notamacropus agilis) je středně velký štíhlý klokan, který se vyskytuje v severní Austrálii a na Nové Guineji. Lze jej rozpoznat podle červenohnědé horní části těla, zřetelně kontrastující se světlou spodní částí.

## Systematika
Klokana hbitého popsal John Gould v roce 1842 jako Halmaturus agilis. Druh byl po dlouhou dobu řazen do podrodu Notamacropus v rámci rodu Macropus, takže nesl vědecké jméno Macropus agilis. Moderní taxonomie nicméně považuje Notamacropus za samostatný rod, a klokan hbitý tak nese vědecké jméno Notamacropus agilis. Rozlišují se 4 poddruhy s následujícím rozšířením:
- N. a. agilis – nominátní poddruh, vyskytuje se v Severním teritoriu.
- N. a. jardinii – Queensland.
- N. a. nigrescens – Západní Austrálie.
- N. a. papuanus – jižní a jihovýchodní oblasti Nové Guineje a některých okolních menších ostrovů.

## Výskyt
Vyskytuje se v tropické Austrálii od severovýchodního Queenslandu až po sever Západní Austrálie. Nezachází však příliš daleko do suchých oblastí vnitrozemí, je typickým obyvatelem tropických stromových savan a travnatých biomů se stromovým porostem. Rád se zdržuje v blízkosti řek. Lze jej nalézt i v jižní části Nové Guineje. Jedná se o nejběžnějšího vačnatce tropických pobřežních oblastí Austrálie a jižní Nové Guineje.

## Popis
Samec dosahuje výšky až 85 cm, jeho ocas může být dlouhý 84 cm a váha sahá ke 27 kg. Menší samice je až 72 cm vysoká, ocas je až 70 cm dlouhý a váha dosahuje k 15 kg. Svrchní část těla je pískově žlutohnědá až načervenalá, spodina je světlá. Na čele a mezi očima a čumákem bývá umístěn tmavě hnědý pruh. Okraje uší jsou taktéž tmavé. Dlouhý ocas je světle pískový. V terénu se klokan vyznačuje hopsáním s napřímeným tělem.

## Biologie

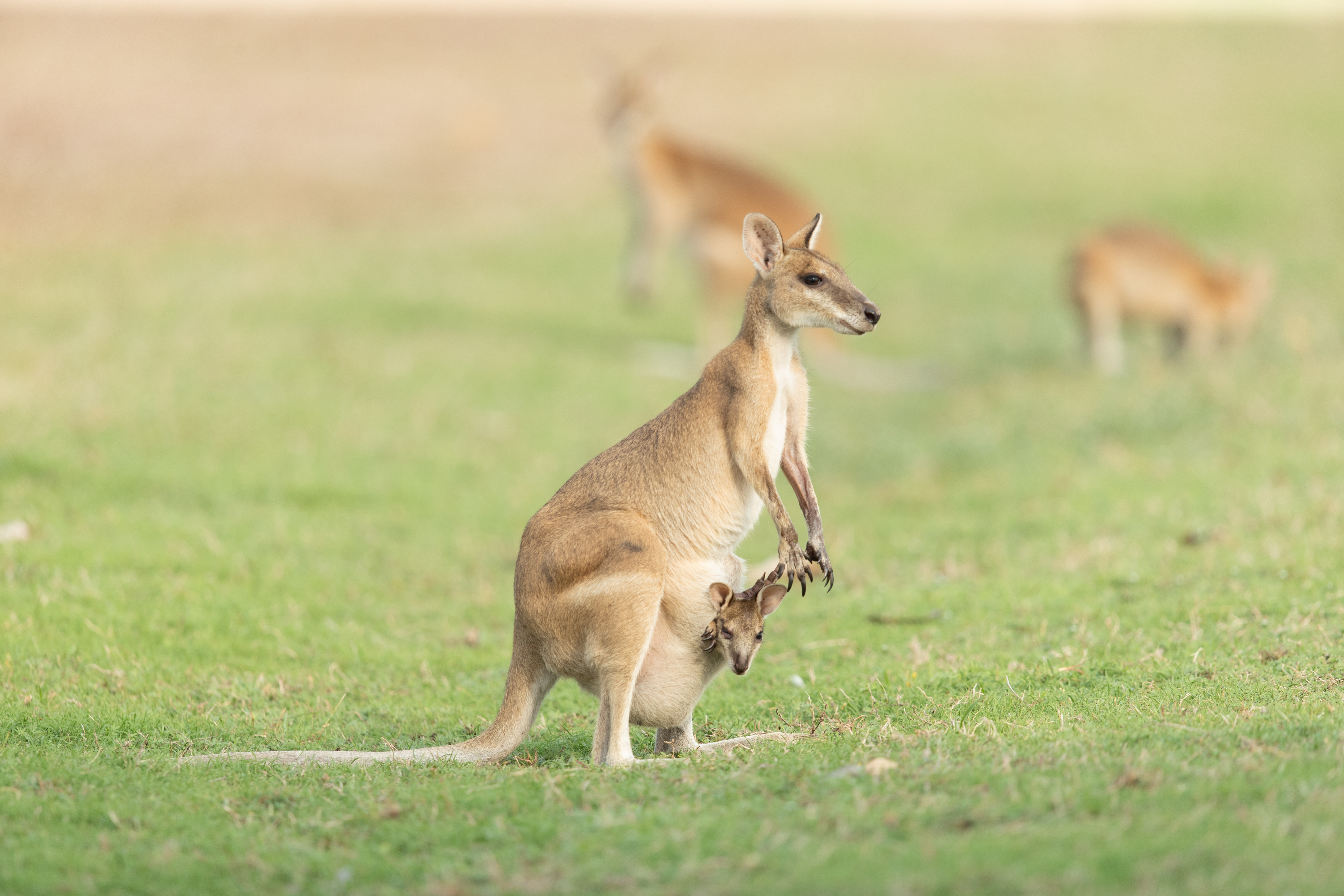
Samice s mládětem ve vaku

Klokan hbitý je převážně noční živočich, začíná být aktivní v pozdním odpoledni a pokračuje do noci. Jedná se převážně o samotářské zvíře, co se sdružuje do skupin pouze u bohatých zdrojů potravy nebo v době rozmnožování.
Živí se trávou a občas i kořínky, které dokáže vyhrabat až z 30 cm hloubek. Zejména v okolí řek tito klokani mohou zcela spásat velké travnaté plochy. Klokani hbití se občas objevují i na třtinových nebo jiných zemědělských polích, kdy vyhrabávají kořínky plodin, což je staví do konfliktu s místními farmáři. Klokani mohou požírat i ovoce a v období sucha, kdy nastává nedostatek potravy, se dospělci mohou vrhnout i na semena, která drtí stoličkami (nedospělí jedinci to nedokážou).
V divoké přírodě dosahuje samice pohlavní dospělosti v 15 měsících, samec v 17 měsících. V zajetí to může být ještě dříve. Doba gestace je kolem 30 dní. Mládě zůstává ve vaku kolem 7–8 měsíců, k jeho odstavení dochází kolem 10–12 měsíců. Může se rozmnožovat po celý rok. Dožívá se až 12 let.

## Ohrožení
Druh akutně nic neohrožuje, pročež je hodnocen jako málo dotčený. Novoguinejské lokální populace jsou nicméně v ohrožení nadměrným lovem na maso. V některých oblastech Austrálie je klokan hbitý natolik početný, že jsou jeho stavy kontrolovány odstřely a v minulosti i otrávenými návnadami.